# Juan Martínez Oliver
Juan Martínez Oliver, né le 4 février 1964 à Almería, est un coureur cycliste et directeur sportif espagnol. Professionnel de 1984 à 1997, il a notamment remporté la 21e étape du Tour de France 1988 de Santenay à Santenay. Entre 1995 et 1997, il se consacre à la piste et participe aux Jeux olympiques de 1996. Il est ensuite  devenu directeur sportif de différentes équipes, telles que Jazztel en 2001 et 2002, Paternina en 2003 et 2004 et Andalucía-Paul entre 2005 et 2009. Depuis 2010, il est sélectionneur de l'équipe d'Espagne sur piste.

## Palmarès sur route
- 1985
  - 5e étape du Tour de Catalogne
- 1986
  - 4e étape du Tour des Asturies
  - 3e de la Clásica a los Puertos de Guadarrama
- 1987
  - Mémorial Manuel Galera
- 1988
  - 17e étape du Tour d'Espagne
  - 21e étape du Tour de France (contre-la-montre)
- 1987
  - 3e du Mémorial Manuel Galera
- 1989
  - 3e étape du Tour de Murcie
- 1993
  - 3e étape du Tour de l'Algarve
  - 5e étape du Tour de l'Alentejo
  - 2e du Tour de l'Alentejo

## Résultats sur les grands tours

### Tour de France
3 participations
- 1988 : 134e, vainqueur de la 21e étape (contre-la-montre)
- 1989 : hors délais (10e étape)
- 1990 : 98e

### Tour d'Italie
1 participation
- 1991 : 106e

### Tour d'Espagne
7 participations
- 1985 : 92e
- 1986 : 65e
- 1987 : hors délais (7e étape)
- 1988 : 75e, vainqueur de la 17e étape
- 1989 : 131e
- 1990 : 88e
- 1992 : 75e

## Palmarès sur piste

### Jeux olympiques
- Atlanta 1996
  - 5e de la poursuite individuelle
  - 5e de la poursuite par équipes

### Coupe du monde
- 1996
  - 1er de la poursuite individuelle à Cali
  - 1er de la poursuite par équipe à Cali (avec Adolfo Alperi, Joan Llaneras et Bernando Gonzalez)
  - 1er de la poursuite individuelle à La Havane

### Championnats nationaux
- 1994
  -  Champion d'Espagne de poursuite
- 1995
  - 3e du championnat d'Espagne de poursuite
- 1996
  -  Champion d'Espagne de poursuite
  -  Champion d'Espagne de course aux points
  - 3e du championnat d'Espagne de poursuite par équipes
- 1997
  -  Champion d'Espagne de poursuite